# آمبوهیمالازا میرای
آمبوهیمالازا میرای (به لاتین: Ambohimalaza Miray) یک منطقهٔ مسکونی در ماداگاسکار است که در آنتاناناریوو-آوارادرانو واقع شده‌است. آمبوهیمالازا میرای ۳۳ کیلومتر مربع مساحت و ۱۵٬۹۸۸ نفر جمعیت دارد و ۱٬۳۴۹ متر بالاتر از سطح دریا واقع شده‌است.